# Mason McCormick
Mason McCormick (Sioux Falls, 25 maggio 2000) è un giocatore di football americano statunitense che milita nel ruolo di guardia per i Pittsburgh Steelers della National Football League (NFL).

## Carriera universitaria
McCormick disputò tre partite nella sua prima stagione a South Dakota State nel 2018. L’anno seguente giocò 12 partite, di cui 2 come titolare. Nella primavera 2021 si disputò la stagione 2020, rimandata per la pandemia di COVID-19, e McCormick giocò tutte le 10 partite come titolare, arrivando alla finale del campionato FCS e venendo inserito nella formazione ideale della sua conference. Nella stagione seguente fu nominato capitano, disputando tutte le 15 partite come titolare e venendo inserito nella seconda formazione ideale della Missouri Valley Football Conference (MVFC).
Nel 2022 McCormick disputò come titolare tutte le 15 partite, venendo inserito nella formazione ideale della All-MVFC e contribuendo a far vincere a South Dakota State il suo primo campionato FCS. Per sei volte fu nominato miglior offensive lineman della settimana e condivise l’Adam Timmerman Award come miglior giocatore dell’attacco dei Jackrabbits. A fine anno optò per rimanere nel college football per un’altra stagione. La squadra nel 2023 rivinse il campionato FCS, con McCormick che giocò come titolare tutte le 15 partite,  venendo inserito nella formazione ideale della conference. Chiuse la sua carriera universitaria disputando 57 gare come titolare consecutive, venendo invitato alla NFL Scouting Combine.

## Carriera professionistica

### Pittsburgh Steelers
McCormick fu scelto nel corso del quarto giro (119º assoluto) del Draft NFL 2024 dai Pittsburgh Steelers. Nella sua prima stagione disputò tutte le 17 partite, di cui 14 come titolare.